# Amstel Gold Race 1999
L'Amstel Gold Race 1999 fou la 34a edició de l'Amstel Gold Race. La cursa es disputà el 24 d'abril de 1999, sent el vencedor final el neerlandès Michael Boogerd, que s'imposà a l'esprint al seu company d'escapada en la meta de Maastricht.
190 ciclistes hi van prendre part, acabant la cursa 84 d'ells.

## Classificació final
|    | Ciclista            | Equip             | Temps      |
| -- | ------------------- | ----------------- | ---------- |
| 1  | Michael Boogerd     | Rabobank ProTeam  | 6h 37' 23" |
| 2  | Lance Armstrong     | US Postal Service | m. t.      |
| 3  | Gabriele Missaglia  | Lampre - Daikin   | + 16"      |
| 4  | Maarten den Bakker  | Rabobank ProTeam  | m. t.      |
| 5  | Laurent Roux        | Casino            | m. t.      |
| 6  | Léon van Bon        | Rabobank ProTeam  | + 46"      |
| 7  | Markus Zberg        | Rabobank ProTeam  | m. t.      |
| 8  | Gian-Matteo Fagnini | Team Saeco        | + 51"      |
| 9  | Daniele Nardello    | Mapei-Quick Step  | m. t.      |
| 10 | Marco Velo          | Mercatone Uno     | + 54"      |